# Cantó de Lió-V
El cantó de Lió-V és un antic cantó francès del departament del Roine, situat al districte de Lió. Compta part del municipi de Lió.

## Municipis
- Comprèn el 5è districte de Lió, concretament els barris de Vieux Lyon (sectors Saint-Paul, Saint-Jean, Saint-Georges), Fourvière (sectors Sarra i Loyasse), Saint-Just, Saint-Irénée, Point du Jour, Ménival, Les Battières, la part sud de Champvert i la part nord de La Plaine (a cavall entre Lió i Sainte-Foy-lès-Lyon).

| Data d'elecció                           | Identitat                     | Partit                           | Qualitat |
| ---------------------------------------- | ----------------------------- | -------------------------------- | -------- |
| 1945-1949                                | Philomène Magnin              | MPR                              |          |
| 1949-1961                                | Édouard Boisson de Chazournes | Divers droite                    |          |
| 1961-1985                                | Philomène Magnin              | MPR, després CD, després UDF-CDS |          |
| 1985-2004                                | Bernadette Isaac-Sibille      | UDF-CDS, després divers droite   |          |
| 2004-2008                                | Michel Havard                 | UMP                              |          |
| 2008-2014                                | Thomas Rudigoz                | MoDem, després Divers gauche     |          |
| les dades anteriors no són pas conegudes |                               |                                  |          |